# 中野車掌区
中野車掌区（なかのしゃしょうく）は、かつて存在した東日本旅客鉄道（JR東日本）首都圏本部の車掌が所属する組織である。2024年9月30日限りで廃止し、現在は中野統括センター中野北乗務ユニット。

## 乗務範囲
- 中央・総武線各駅停車：千葉駅 - 三鷹駅間

　→中野駅 - 三鷹間の東京メトロ東西線直通電車も担当。

## 歴史
- 2006年10月28日 - 新宿運輸区から、中央・総武線各駅停車、地下鉄東西線直通電車（中野駅 - 三鷹駅間）の行路が移管されて発足。
- 2010年12月4日 - 新宿運輸区受け持ちの地下鉄東西線直通電車（中野駅 - 三鷹駅間）の行路全てが当区へ移管。
- 2024年10月1日 - 中野営業統括センター、中野電車区と統合し、中野統括センター発足。当区は廃止。

なお、国鉄時代にも中野車掌区が存在したが、三鷹車掌区の設立により廃止されていた。